# Pedro Rubiano Sáenz
Pedro Rubiano Sáenz (Cartago, 13. rujna 1932. – Bogotá, 15. travnja 2024.) bio je rimokatolički kolumbijski kardinal i bogotski nadbiskup.

## Životopis
Rođen je u mjestu Cartago, 13. rujna 1932. godine. Studirao je u sjemeništu u Popayáni, prije nego što je zaređen za svećenika, 8. srpnja 1956. Služio je kao blagajnik i pastoralni vikar nadbiskupije Cali te kao vicerektor Velike škole "Santiago di Cali".
2. lipnja 1971. imenovan je biskupom Cúcute te posvećen 11. srpnja iste godine. 26. ožujka 1983. postaje koadjutor nadbiskup nadbiskupije Cali, s pravom nasljedovanja. 7. veljače 1985. postaje nadbiskupom Calija. 27. prosinca 1994. imenovan je za bogotskog nadbiskupa te posvećen 11. veljače 1995.
Na razinu kardinala ga je uzvisio papa Ivan Pavao II., na konzistoriju, 21. veljače 2001. Kao kardinalu svećeniku, dodijeljena mu je naslovna crkva Trasfigurazione di Nostro Signore Gesù Cristo. 8. srpnja 2010. godine umirovljuje se na mjestu nadbiskupa Bogote.
Od 1990. do 1996. godine te od 2002. do 2005., predsjedavao je kolumbijskom Biskupskom konferencijom. Za geslo ima Ljubav nas Kristova obuzima (lat. Caritas Christi urget nos). 